# Steinholmane (Sveio)
Ne doit pas être confondu avec Steinholmane.
Steinholmane est une île norvégienne dans le landskap Sunnhordland du comté de Vestland. Elle appartient administrativement à Sveio.

## Géographie
Rocheuse et couverte d'arbres, il s'agit de deux ilots qui s'étendent sur environ 49 m de longueur pour une largeur approximative de 35 m. 